# Silenziatore (DNA)
In genetica, un silenziatore è una sequenza di DNA capace di legare fattori di regolazione della trascrizione, chiamati repressori. Il DNA contiene i geni e fornisce lo stampo per produrre l'RNA messaggero (mRNA), utilizzato per la sintesi di proteine che attivano o inattivano l'espressione genica nella cellula. Quando un repressore si lega alla regione del DNA relativa al silenziatore, inibisce il legame del promotore con l'RNA polimerasi - enzima che è coinvolto nella trascrizione del DNA in RNA - e perciò blocca la sintesi. La funzione dei silenziatori, quindi, è di impedire l'espressione genica.
L'RNA polimerasi percorre le sequenze di nucleotidi DNA in direzione 3'→ 5' e sintetizza l'RNA messaggero in direzione 5'→ 3'. L'RNA è simile al DNA ma contiene Uracile, al posto di Timina, che si appaia ad Adenina. Un'importante regione per la repressione e l'espressione del gene rinvenuta nell'RNA è la regione 3' non espressa (3'UTR) : essa è la regione del terminale 3' dell'RNA che non verrà tradotta in proteina ma che contiene diversi siti di regolazione.

Al momento non si conosce molto riguardo ai silenziatori ma i ricercatori sono al lavoro per classificarne nuovi tipi, la loro localizzazione nel genoma e studiare le manifestazioni patologiche ad essi associate.

Struttura chimica del DNA. I legami di idrogeno tra i nucleotidi sono evidenziati in tratteggio.

## Funzione

### Posizione nel genoma

La regione 3' del DNA non espressa chiamata 3'UTR. Nel genoma umano di norma corrisponde a 700 nucleotidi.

Un silenziatore è una sequenza specifica di nucleotidi che provoca l'inibizione della trascrizione genica e può trovarsi in posizioni diverse del DNA. La posizione più comune si trova a monte del gene bersaglio-la cui trascrizione è da reprimere- e normalmente la distanza tra il silenziatore e la sequenza da inibire è compresa tra -20 bp e -2000 bp. Certi tipi di silenziatori possono trovarsi anche a valle di un promotore localizzato all'interno dell'introne o dell'esone del gene stesso. Alcuni ricercatori hanno rinvenuto particolari silenziatori nella regione 3'UTR dell'RNA messaggero.

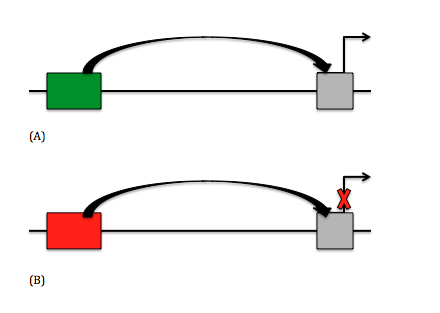
Rappresentazione di come un sito intensificatore e un silenziatore influenzano la funzione di un promotore

### Tipi
Al momento, sono stati classificati due principali tipi di silenziatori: elementi silenziatori di tipo classico e non classico NRE. Nei silenziatori di tipo classico posizione indipendenti, il gene è represso in modo attivo dal silenziatore stesso, che interferisce con l'assemblaggio del fattori generale di trascrizione (GTF). I NRE posizione dipendenti agiscono invece in modo passivo, di norma inibendo altri elementi che si trovano a monte del gene. Alcuni di questi silenziatori passivi sono orientamento-dipendenti, vale a dire che il fattore legante opera in una particolare direzione che riguarda altre sequenze. Una forma speciale di silenziatori sono i promotore-dipendenti, che sono anch'essi posizione/orientamento dipendenti ma devono anche utilizzare un fattore specifico per il promotore. Recentemente sono stati scoperti elementi di risposta di proteine PREs del gruppo Polycomb che permettono o inibiscono la repressione del gene a seconda della proteina a cui sono legati e in base alla presenza di trascrizione non codificante.